# 诸葛村
29°15′05″N 119°17′31″E / 29.25139°N 119.29194°E
诸葛村位于中国浙江省兰溪市诸葛镇，毗邻建德市和龙游县，距长乐村约2千米，1996年两村的民居建筑群联合列为第四批全国重点文物保护单位。诸葛村是国家4A级旅游景区。
诸葛村始建于元代，原名高隆，居民多为诸葛姓，自称是诸葛亮孙子诸葛京的后裔，因诸葛姓的兴旺于明代中期改称诸葛村。也是从明代开始，村民以经营中药材为主要副业，经济上较为富裕，明清时期建造了许多精致的宗祠和住宅。现在诸葛村内大约有350幢房子，人口约2500。

## 爭議
诸葛村的居民，自称是諸葛京的后人。杨玲认为兰溪《诸葛氏宗谱》中陈果夫序言所记载诸葛爽为诸葛京后裔不知依据从何而来，从264年诸葛京等人迁徙河东至884年诸葛爽参与镇压黄巢起义失败长达600多年，一百多年传一代，无法解释；陈果夫序言又记载“自诸葛亮治蜀至诸葛利迁，凡700年，传15代”，杨玲认为平均47年传一代，晚婚或繁衍都有太慢之疑；诸葛爽是青州博昌人，似乎与琅邪诸葛氏不沾边，更无法证明是诸葛亮的后裔。这样的记载，无法做到陈果夫所说的“证之正史、别史及地方志”，以诸葛亮为始祖之谱牒的可信度都可大打折扣。
- 钟池
- 大公堂
- 大公堂内部
- 下塘住宅群
- 某民宅内的照壁